# Primo Brown
Primo Brown, pseudonimo di David Maria Belardi (Roma, 14 giugno 1976 – Roma, 1º gennaio 2016), è stato un rapper italiano, noto per aver militato nel gruppo musicale rap Cor Veleno.
Introdottosi nella scena musicale sin dalla fine degli anni ottanta, Primo è ricordato come un artista di fondamentale importanza per lo sviluppo della cultura hip hop in Italia, in particolar modo nella capitale.

## Biografia
Inizialmente noto con lo pseudonimo di Scheggia, il rapper inizia a far conoscere il proprio nome all'interno della scena hip hop italiana nel 1993, quando si esibisce insieme a Grandi Numeri presso il Palladium, in occasione dello Zulu Party. Inizia a formarsi così il primo nucleo del gruppo musicale Cor Veleno (in cui sarà presente anche DJ Squarta), tanto che questo nome viene citato anche in una puntata della trasmissione L'Italia in diretta, condotto dalla presentatrice Alda D'Eusanio, in cui Primo e Grandi Numeri si esibirono in collegamento dal Circolo degli Artisti. Sotto il nome Cor Veleno verrà poi pubblicata la traccia 21 Tyson, presente nel mixtape del collettivo Rome Zoo dedicato all'hip hop romano, intitolato La banda der trucido.
Il debutto con un album ufficiale del trio avverrà poi nel 1999, con la pubblicazione dell'album Sotto assedio, seguito due anni più tardi da Rock 'n' Roll, e poi nuovamente con Heavy metal nel 2004. Sempre nel 2004, partecipa all'album 60 Hz di DJ Shocca con quello che diverrà negli anni a venire uno dei suoi brani più conosciuti, Sempre grezzo. Nel 2005 Primo incide l'album Bomboclat insieme a Squarta, mentre nel 2006 i Cor Veleno firmano un contratto con la Sony Music, con la quale pubblicano Nuovo nuovo nel 2007 e Buona pace due anni più tardi. Nel frattempo, Primo aveva pubblicato un ulteriore album con Squarta, intitolato Leggenda, seguito da Qui è selvaggio, da cui viene estratto il brano Cantano tutti (basato sul caso Cucchi).
Una volta pubblicato Qui è selvaggio, Primo decide di dedicarsi a progetti da solista, come testimoniano i tre volumi del mixtape Rap nelle mani, nei quali però non mancano affatto le collaborazioni. L'ultimo progetto ufficiale in cui figura Primo Brown è invece El micro de oro, realizzato insieme al rapper Tormento e pubblicato nel 2014 per l'etichetta ThisPlay Music. Durante il periodo di promozione dell'album, l'artista si ritrova però a dover annunciare l'annullamento del tour e il ritiro delle scene, a causa di gravi problemi di salute che lo porteranno alla morte la notte di capodanno del 2016 all'età di 39 anni.
Il film Zeta - Una storia hip-hop di Cosimo Alemà, uscito nel 2016 ed ambientato nel mondo dell'hip hop è stato dedicato alla sua memoria.

## Discografia

### Da solista
Album in studio
- 2005 – Bomboclat (con Squarta)
- 2008 – Leggenda (con Squarta)
- 2011 – Qui è selvaggio (con Squarta)
- 2012 – Fin da bambino (con Ibbanez)
- 2014 – El micro de oro (con Tormento)

Mixtape
- 2011 – La Scanizza mixtape (con Ill Grosso)
- 2011 – Rap nelle mani volume 1
- 2012 – Rap nelle mani volume 2
- 2013 – Rap nelle mani volume 3

### Con i Cor Veleno
- 2001 – Rock 'n' Roll
- 2004 – Heavy metal
- 2007 – Nuovo nuovo
- 2010 – Buona pace
- 2018 – Lo spirito che suona (postumo)
- 2024 – Fuoco Sacro (postumo)